# Klaus Arntz
Klaus Arntz (* 1. August 1963 in Kalkar) ist ein deutscher römisch-katholischer Theologe und Hochschullehrer.

## Leben
Arntz studierte römisch-katholische Theologie, von 1982 bis 1984 an der Westfälischen Wilhelms-Universität in Münster und von 1984 bis 1989 an der Päpstlichen Universität Gregoriana in Rom. 1988 erhielt Arntz die Priesterweihe in Münster. Dort absolvierte er bis 1996 sein Promotionsstudium in katholischer Theologie und habilitierte sich anschließend. Von 1998 bis 2001 hatte er einen Lehrauftrag für Katholische Moraltheologie an der Bergischen Universität Wuppertal. Im Juni 2001 wurde er Privatdozent an der Universität Münster. Von November 2001 bis Mai 2012 war er Professor für Moraltheologie an der Universität Augsburg, 2006/2007 Dekan der Katholisch-Theologischen Fakultät.
Er war als Kaplan in der St.-Antonius-Gemeinde in Rheine und als Priester in der Kirchengemeinde Oberottmarshausen in Bayern tätig. 2012 gab Arntz sein Priesteramt auf. Er bekannte sich zu seiner Beziehung mit einer Frau. Der Augsburger Bischof Konrad Zdarsa entzog Arntz daraufhin die kirchliche Lehrerlaubnis.
Seit dem Wintersemester 2012/2013 gehört er dem Institut für Philosophie der Universität Augsburg an. Dort lehrt er als Professor für Philosophie mit dem Schwerpunkt Angewandte Ethik. Seit 2016 ist er im Leitungsgremium des Instituts für Philosophie der Universität Augsburg und Mitglied der Ethik-Kommission der Universität Augsburg.

## Schriften
- Unbegrenzte Lebensqualität? Bioethische Herausforderungen der Moraltheologie, Reihe: Studien der Moraltheologie, Band 2, 1996, ISBN 3-8258-2930-8[7]
- Angesprochen. Predigten zu biblischen Themen. Butzon und Bercker, Kevelaer 1998 ISBN 3-7666-0148-2
- Melancholie und Ethik. Eine philosophisch-theologische Auseinandersetzung mit den Grenzen sittlichen Subjektseins im 20. Jahrhundert. Pustet, Regensburg 2002 ISBN 3-7917-1806-1
- Sind Christen die besseren Menschen? Moral anders verkünden. Pustet, Regensburg 2003 ISBN 3-7917-1836-3

Herausgeberschaften
- mit Peter Schallenberg: Ethik zwischen Anspruch und Zuspruch. Festschrift für Klaus Demmer (Studien zur theologischen Ethik; 71). Freiburg i. Ue. 1996.
- mit Johann Ev. Hafner und Thomas Hausmanninger: Mittendrin statt nur dabei. Christentum in pluraler Gesellschaft. Regensburg 2003